# Henry Cravatte

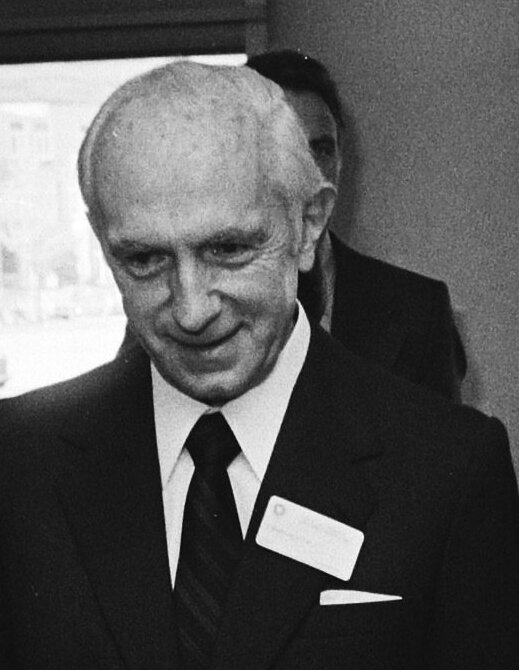
Henry Cravatte (1979)

Henry Cravatte (* 21. Mai 1911 in Diekirch; † 4. November 1990 in Ettelbrück) war ein Luxemburger Jurist und Politiker der LSAP.
Cravatte studierte Rechtswissenschaften und wurde 1936 zu Diekirch Anwalt. Seine politische Karriere begann 1951, als er sich auf die Liste der Arbeiterpartei aufstellen ließ. Er wurde in den Gemeinderat und später zum Bürgermeister von Diekirch gewählt. Von 1953 bis 1957 war er Mitglied des Comité-directeur und von 1959 bis 1969 Präsident der Partei. In der Zeit von 1958 bis 1959 war er Staatssekretär der Wirtschaft. 1959 wurde Cravatte in die Chambre des Députés, das luxemburgische Parlament, gewählt. 1964 wurde er Vizepräsident der Regierung und Innenminister. Nach der Gründung der sozialdemokratischen Partei trat er am 3. Mai 1970 als Präsident zurück und trat der neu gegründeten Partei bei.
Von 1968 an wurde Cravatte bis 1978 alle fünf Jahre in die Chambre gewählt. Von 1962 bis 1964 und nochmals von 1976 bis 1978 amtierte er als Präsident der Konferenz der Gemeinden und Regionen in Europa. Am 14. März 1971 wurde er Präsident der Arbeiterpartei. Diesen Posten behielt er bis 1980 bei. Am 4. November 1990 starb Henry Cravatte im Alter von 79 Jahren in Ettelbrück.

## Auszeichnungen
- 1962: Großes Goldenes Ehrenzeichen mit dem Stern für Verdienste um die Republik Österreich[1]